# Macrocneme fenestrata
Macrocneme fenestrata là một loài bướm đêm thuộc phân họ Arctiinae, họ Erebidae.